# سقاية مرقد أم موسى الكاظم
سقاية مرقد أم موسى الكاظم
بعد ان قام والي بغداد في عهد الدولة العثمانية الوالي حسين باشا السلاحدار، بتشييد سقاية أبي سيفين وكذلك سقاية مرقد الغزالي في مناطق بغداد ذات التواجد السكاني، أتجه هذه المرة إلى اطراف مدينة بغداد النائية والغير مأهولة بالسكان حيث شيد سقاية قرب مرقد ام موسى الكاظم، في ناحية قاحلة خارج المنطقة المأهولة من بغداد الشرقية، عرفت هذه السقاية باسم، سقاية مرقد أم موسى الكاظم.